# Union Presbyterian Seminary

L'Union Presbyterian Seminary est un établissement d'enseignement supérieur théologique fondé en 1812 par l'église presbytérienne à laquelle il est toujours officiellement affilié. Son campus principal se trouve depuis 1898 à Richmond, dans l'état de Virginie, mais il existe également un campus annexe à Charlotte, en Caroline du Nord. L'établissement prépare des femmes et des hommes à servir l'église presbytérienne comme pasteurs, éducateurs, enseignants et missionnaires. L'enseignement se structure autour des études bibliques, de l'histoire de l'église, de la théologie, de la philosophie et des questions d'éthique. Le corps professoral provient de différentes églises protestantes, majoritairement presbytériens, mais également baptistes, méthodistes et luthériens. On compte chaque année environ 300 étudiants, issus principalement des Etats-Unis mais aussi d'autres pays (Afrique, Europe, Asie).

## Galerie

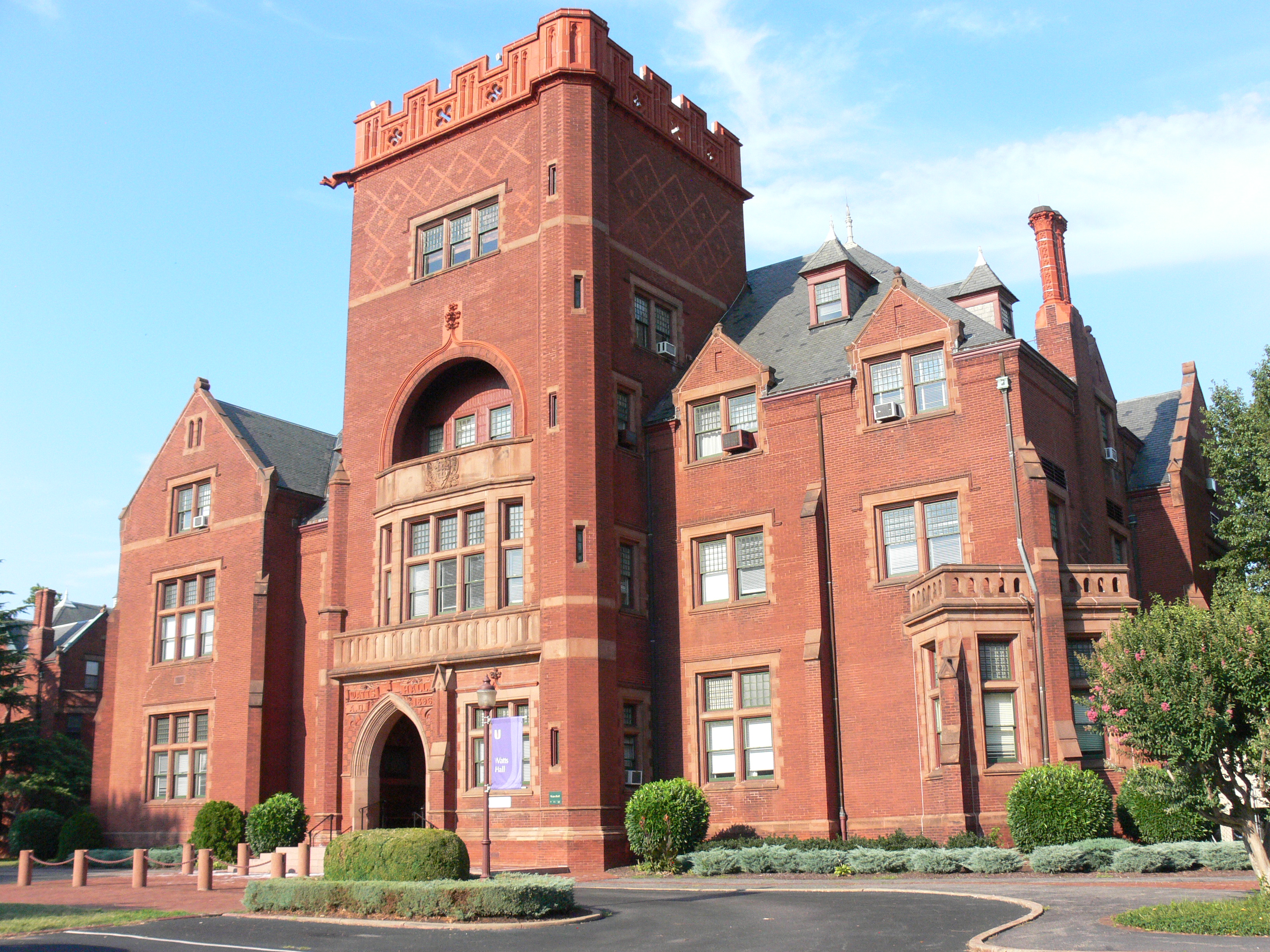
Bâtiment principal (Watts Hall)
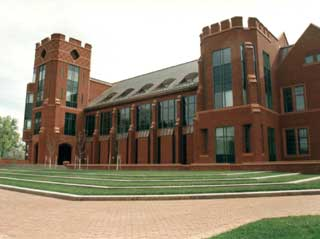
Bibliothèque de l'université

## Personnalités liées à l'université
- Pierre Etienne, poète et religieux français, y a étudié en 1948-1949.
- Katherine Paterson, auteure de littérature de jeunesse américaine.
- John Bright (bibliste)

## Source
- (en) Cet article est partiellement ou en totalité issu de l’article de Wikipédia en anglais intitulé « Union Presbyterian Seminary » (voir la liste des auteurs).